# غونزالو ساوسيدو
غونزالو ساوسيدو (بالإسبانية: Gonzalo Saucedo)‏ هو لاعب كرة قدم أرجنتيني في مركز الوسط، ولد في 16 فبراير 1985 في مدينة بوساداس، ميسيونيس في الأرجنتين. لعب مع إستوديانتيس دي لا بلاتا وتيرو فيديرال وغودوي كروز ويونيون دي سانتا في.